# Antonio Guidi (Schauspieler)

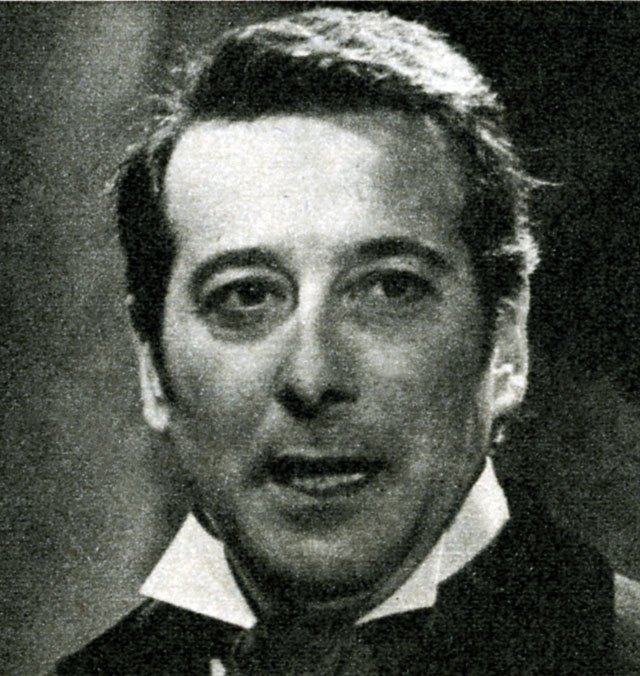
Antonio Guidi in 1976

Antonio Guidi (* 28. Oktober 1927 in Ferrara; † 17. Oktober 2013 in Mailand) war ein italienischer Schauspieler und Synchronsprecher.
Guidi, der vor seiner Hinwendung zum Theater, Film und Synchronisation ein Architekturstudium abschloss, wurde mit dem Noce d'oro für Nachwuchsschauspieler ausgezeichnet und besuchte die Schauspielschule des „Piccolo Teatro di Milano“ unter Giorgio Strehler und war für vier Spielzeiten in der lombardischen Hauptstadt tätig. Nach Erfahrungen im Sprecherensemble von „Radio Firenze“ sammelte er Erfahrungen bei der Vertonung zahlreicher Klassiker. Neben gelegentlichen Auftritten im Fernsehen (seit Ende der 1950er Jahre bis 1995), in Revuetheatern und gelegentlichen Kinorollen zwischen 1969 und 1980 fand Guidi in der Synchronisation sein Hauptarbeitsgebiet. So war er die italienische Stimme von u. a. Peter Falk, Peter Ustinov und Bernard Blier.

## Filmografie (Auswahl)
- 1958: Il teatro Arlecchino (Fernsehreihe)
- 1969: Erzengel (L'arcangelo)
- 1975: Komm, wir machen Liebe (La moglie vergine)
- 1976: Bewaffnet und gefährlich (Liberi armati pericolosi)
- 1995: Servo d'amore (Fernsehfilm)